# Copa de Honor Cusenier

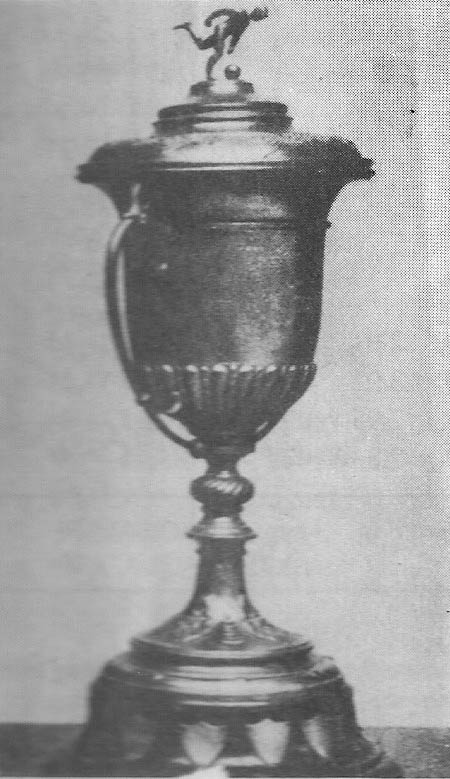
Die Trophäe der Copa de Honor Cousenier

Die Copa de Honor Cusenier, auch häufig nur als Copa de Honor bezeichnet, war ein Fußball-Vereinswettbewerb, der seit 1905 alljährlich zwischen Klubs aus Argentinien und Uruguay ausgespielt wurde. Gestiftet wurde die Veranstaltung vom Weinhändler Cusenier aus Montevideo.
Für das Finale qualifizierten sich jeweils die Sieger der Ausscheidungen in den beiden Metropolen Buenos Aires (Copa de Honor Municipalidad de Buenos Aires) und Montevideo (Copa de Honor (Uruguay)). Dieses fand dann immer in Montevideo statt.

## Die Endspiele und Sieger
| Jahr | Sieger                    | Ergebnisse        | Finalist                  |
| ---- | ------------------------- | ----------------- | ------------------------- |
| 1905 | Nacional Montevideo       | 3:2               | CA Alumni                 |
| 1906 | CA Alumni                 | 2:2 n. V. / 3:1   | Nacional Montevideo       |
| 1907 | CA Belgrano               | 2:1 n. V.         | CURCC                     |
| 1908 | Montevideo Wanderers      | 2:0               | Quilmes AC                |
| 1909 | CURCC                     | 4:2               | CA San Isidro             |
| 1910 | nicht ausgetragen         | nicht ausgetragen | nicht ausgetragen         |
| 1911 | CURCC 1                   | 2:0               | Newell’s Old Boys         |
| 1912 | River Plate FC            | 2:1               | Racing Club de Avellaneda |
| 1913 | Racing Club de Avellaneda | 1:1 n. V. / 3:2   | Nacional Montevideo       |
| 1914 | Nacional Montevideo       | 1:0 2             | Peñarol Montevideo        |
| 1915 | Nacional Montevideo       | 2:0               | Racing Club de Avellaneda |
| 1916 | Nacional Montevideo       | 6:1               | Rosario Central           |
| 1917 | Nacional Montevideo       | 3:1               | Racing Club de Avellaneda |
| 1918 | Peñarol Montevideo        | 4:0               | CA Independiente          |
| 1919 | nicht ausgetragen         | nicht ausgetragen | nicht ausgetragen         |
| 1920 | Boca Juniors              | 2:0 3 4           | Universal FC              |